# Episcopi vagantes
Episcopi vagantes (en singular, episcopus vagans, con el significado de "obispo errante") es una expresión latina que designa, dentro del cristianismo católico y ortodoxo, a aquellos obispos que carecen de jurisdicción de una diócesis o eparquía. Desde la teología los obispos errantes son obispos válidamente consagrados, pero ilícita, es decir, no recibieron el mandato apostólico del Papa o la autorización del sínodo en el caso de la Iglesia ortodoxa, pero no fueron asignados a una diócesis o eparquía determinada, o bien fueron privados de la misma por alguna razón, o fueron excomulgados por la Iglesia; también pudieron haber recibido una consagración irregular a cargo de otro obispo.
En la iglesia cristiana primitiva, estos "obispos errantes" constituían un problema, sobre todo porque pese a haber sido consagrados no se les dio jurisdicción sobre una diócesis. Por otra parte, las controversias teológicas de los siglos IV y V provocaron que a ciertos obispos se les despojara de sus sedes, aunque mantuvieran su consagración como obispos, pero privados de sus medios de subsistencia. En épocas posteriores, el número de episcopi vagantes se incrementó debido a la situación de los obispos expulsados de sus diócesis a causa de la guerra, especialmente en España, o de los obispos consagrados de las diócesis controladas por los musulmanes, que no permitían a los obispos cristianos ocupar sus puestos. Las actividades de los episcopi vagantes no se limitaron a la Iglesia católica después del Concilio de Trento (1545-63).
En los tiempos modernos, muchos episcopi vagantes han aparecido fuera del control de cualquier autoridad eclesiástica. La mayoría de estos obispos errantes se documenta a finales del siglo XIX y principios del XX. El primero de ellos fue Jules Ferrette, un ex sacerdote católico que fue consagrado en 1866 por el obispo jacobita de Homs (Emesa), en Siria; trabajó en Inglaterra y los Estados Unidos. Joseph René Vilatte, un antiguo católico francés, ingresó en la Iglesia Episcopal Protestante de Wisconsin, y posteriormente fue consagrado, en 1892, por el Metropolitan of
the Independent Catholic Church of Ceylon, Goa, and India; trabajó en los Estados Unidos. Arnold Harris Mathew, un ex sacerdote católico, fue consagrado en 1908 en Utrecht, Holanda, por la Iglesia Católica Antigua. Se le acusó posteriormente de haber obtenido su consagración por declaración falsa, y fue repudiado por los Viejos Católicos. Mathew trató sin éxito de crear un movimiento de esta orden en Inglaterra.

## Cuestiones teológicas

### catolicismo
Un católico romano u oriental ordenado al episcopado sin un mandato del Papa está automáticamente excomulgado y, por lo tanto, se le prohíbe celebrar los sacramentos según el derecho canónico católico. Sin embargo, a la luz del carácter sacramental del episcopado en la teología católica y de la doctrina ex opere operato (según la cual la eficacia de un sacramento no depende de los méritos de quien lo realiza o lo recibe), dicha ordenación se considera «válida pero ilícita». Esto significa que, aunque excomulgado y con prohibición de ejercer cualquier ministerio bajo la autoridad de la Iglesia Católica, se considera que la persona así ordenada posee todos los poderes sacramentales de un obispo, incluyendo la facultad de ordenar a otros obispos.
Por otra parte, la opinión expresada por la Conferencia Episcopal Internacional de la Antigua Iglesia Católica con respecto a las ordenaciones de Arnoldo Mathew es que el episcopado existe para el servicio dentro de una iglesia cristiana específica y, por lo tanto, que una ceremonia de ordenación que concierne sólo al individuo mismo no lo convierte en verdaderamente obispo. El Vaticano no ha comentado si concuerda con esta interpretación, pero ha declarado respecto a ordenaciones de este tipo realizadas, por ejemplo, por Emmanuel Milingo sobre Peter Paul Brennan y otros, que la Iglesia Católica "no reconoce ni tiene intención de reconocer en el futuro esas ordenaciones ni ninguna de las ordenaciones derivadas de ellas y, por tanto, el estado canónico de los supuestos obispos sigue siendo el que tenían antes de la ordenación conferida por el señor Milingo".

### Iglesia Ortodoxa
Gracias a la estricta adhesión a la ley que prevalece sobre la economía según su interpretación chipriota, en este caso, puede haber sacramentos de validez cuestionable fuera de la Iglesia Ortodoxa, pero carecen de eficacia. Sin embargo, algunas organizaciones ortodoxas orientales tradicionales reconocen las órdenes católicas romanas y no ordenan clérigos de forma condicional, ya que cada iglesia autocéfala determina la validez y eficacia de la ordenación de otra.

### Luteranismo
La revista Concordia Theological Monthly afirmó que los episcopi vagantes son una preocupación en el luteranismo.

### anglicanismo
El obispo anglicano Colin Buchanan, en el Diccionario Histórico del Anglicanismo, afirma que la Comunión Anglicana ha mantenido una visión agustiniana de las órdenes, según la cual «la validez de las ordenaciones episcopales (a cualquier orden) se basa únicamente en la sucesión histórica en la que se encuentra el obispo ordenante, independientemente de su contexto eclesial contemporáneo». Describe las circunstancias de la consagración del arzobispo Matthew Parker como una de las razones por las que esta teoría es «generalmente aceptada».
Según el derecho canónico de la Iglesia de Inglaterra, "ninguna persona que haya sido admitida en el orden de obispo, sacerdote o diácono puede jamás ser despojada del carácter de su orden".
En los 39 Artículos de Religión, el artículo 26 sugiere que los sacramentos no pueden ser invalidados por ministros indignos. El teólogo anglicano Gerald Bray argumentó: «Si así fuera, ningún ministerio sería válido, porque todos han pecado y están destituidos de la gloria de Dios. La validez de un sacramento no reside en el estado espiritual del ministro, que suele ser conocido y probablemente desconocido, sino en las promesas que contiene».